# Escola Estadual Campos Salles
A Escola Estadual de Primeiro Grau Campos Salles ou E.E.P.G.Campos Salles, foi uma escola estadual localizada no bairro da Liberdade, na rua São Joaquim, próxima à estação São Joaquim da linha 1-azul do metrô, da cidade de São Paulo. Faz parte do conjunto de cerca de cento e setenta escolas erguidas pelo governo paulista da Primeira República entre 1890 e 1930, sendo fundada no ano de 1911. Foi incendiada por alunos no final de 1992, encerrando suas atividades enquanto instituição de ensino. Ao ano de 2002, o prédio foi tombado pelo Governo do Estado de São Paulo.

## História
Durante o período da Primeira República, ocorreram algumas reformas no sistema educacional do país, como por exemplo a inserção de séries que separavam os alunos por idade. Com isso, no período entre 1890 e 1930, o governo paulista levantou um grupo de cerca de cento e setenta escolas estaduais. Essas foram as primeiras escolas públicas de São Paulo, representantes do primeiro plano educacional do Brasil e foram chamadas de Grupo Escolar. A E.E.P.G. Campos Salles faz parte deste grupo escolar, sendo fundada em 1911. O prédio localizado no tradicional bairro japonês da Liberdade, no centro da capital paulistana, serviu como instituição de ensino primário até a década de 90, quando sofreu um incêndio ao final de um ano letivo.

### Incêndio
Em 31 de dezembro de 1992, o prédio do colégio estadual Campos Salles foi invadido por quatro ex-alunos pré-adolescentes, que causaram um incêndio. Os alunos se justificaram alegando que sofreram injustiças no colégio enquanto estudavam nele e que o incêndio seria uma forma de vingança contra os professores que os injustiçaram. O incêndio atingiu principalmente a cobertura, forros e piso do prédio e o deixou em risco de desabamento, o que encerrou as atividades educacionais do local. Os alunos foram realocados para as escolas vizinhas E.E.P.S.G. Presidente Roosevelt e E.E.P.S.G. Caetano de Campos. Uma curiosidade sobre o fato é que após o incêndio, as roupas dos ex-alunos invasores foram estendidas em um varal nos fundos do pátio.

## Características Arquitetônicas

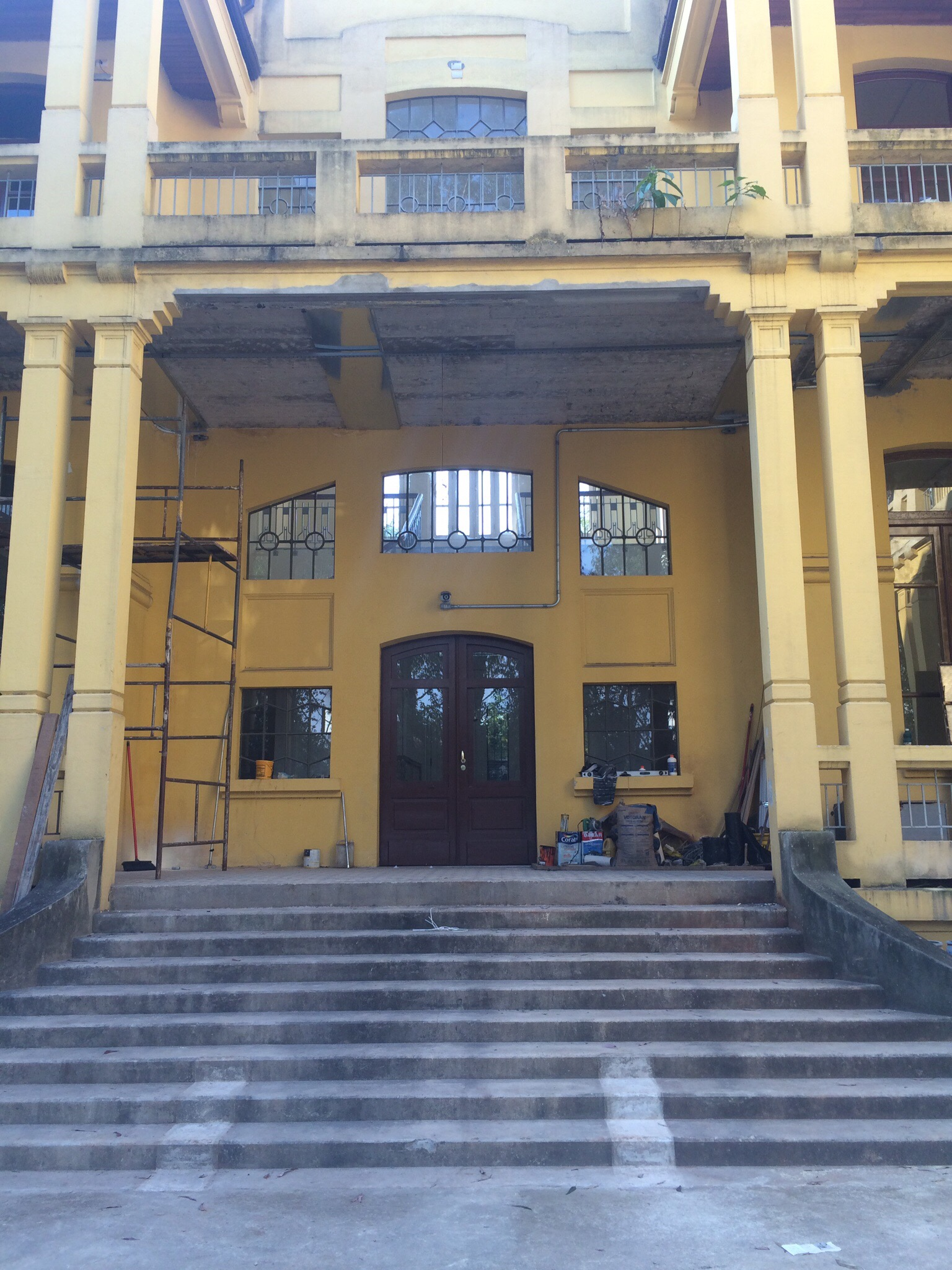
Porta dos fundos

A E.E.P.G. Campos Salles segue o modelo arquitetônico do Grupo Escolar, trazendo características de uma arquitetura monumental e edificante, que proporciona à escola primária finalidades políticas e sociais, com o objetivo de propagar o regime republicano. Foi projetada pelo arquiteto italiano Giovanni Battista Bianchi em um primeiro momento. O arquiteto é conhecido pelo seu estilo floral. Depois sofreu influências de arquitetos do Departamento de Obras do Estado, recém-criado na época.
As primeiras escolas públicas paulistas eram inspiradas em modelos ecléticos e neoclássicos europeus. Possuíam até dois andares e cerca de oito a vinte salas de aula, que eram moduladas e as carteiras dos alunos, que sentavam em dupla,  eram fixadas no chão e eram divididas por corredores centrais. As plantas de quase todas as escolas do Grupo Escolar eram em forma das letras U ou H -no caso da Campos Salles, em H, e as escolas diferenciavam-se apenas pela fachada. Os materiais utilizados na construção foram telhas e tijolos de barro e taipa, mármore e madeira no piso, divisórias e portas.
Mas diferentemente dos modelos europeus, as escolas públicas paulistas da Primeira República não possuem espaços de moradia para zelador, auditórios e espaços propícios para aulas de ginástica. Até o ano em que encerrou suas atividades, A escola Campos Salles não havia incluído em seu prédio esses espaços, contando apenas com um pequeno pátio descoberto nos fundos.
O terreno da E.E.P.G. Campos Salles possui uma área de mil quinhentos e vinte e três metros quadrados e sua construção tem uma área de mil seiscentos e trinta e dois metros quadrados.

## Significado Histórico Cultural
Por fazer parte do Grupo Escolar, a Campos Salles carrega em sua história uma marca de inovação na educação do país. Sua criação trouxe a proposta de obter características da escola graduada, que classificava alunos por seu nível de conhecimento, dando origem às classes e séries. Esse modelo já era seguido por diversos países da Europa e Estados Unidos, a fim de implantar a educação popular. Tal mudança no sistema de ensino trouxe a implementação de matérias simultâneas, horários estabelecidos, calendário de aulas, sistema de avaliação, exames finais, divisão do trabalho docente em cargos como diretores, coordenadores, orientadores, supervisores e professores e então surgiu a necessidade de criação de prédios com várias salas de aula, capazes de abrigar todas essas mudanças.
A Campos Salles possuía ensino primário, que nesse novo sistema, oferecia um programa com matérias que proporcionavam a educação física, intelectual e moral. Foi nessa época também que a escola passou a assumir a função de formação social, ao ensinar regras de comportamento bem como práticas higiênicas, modos de boa educação e importância do trabalho, gerando o desenvolvimento da sociedade capitalista, principalmente em espaços urbanos. O ensino passou a ser educação, em vez de instrução. A rigidez disciplinar exigida aos alunos também é uma das marcas desse novo sistema, pois acreditava-se que isso contribuía com a formação integral da criança, que foram reconhecidas como seres em desenvolvimento. O Estado de São Paulo foi pioneiro no que diz respeito aos Grupos Escolares e mais tarde, esse sistema se espalhou para outros estados brasileiros. Os republicanos se apropriaram dessa reforma educacional para afirmar a distância de tempos passados e menos civilizados.
Ao possuir esse significado histórico e cultural de caráter inovador e por suas características arquitetônicas expressas pelo conjunto de edificações de prédios escolares voltados para o ensino público, a E.E.P.G. Campos Salles entrou para o grupo de bens tombados do Estado de São Paulo no ano de 2002, que visou a preservação da representatividade da arquitetura escolar erguida durante a Primeira República.

### Processo de Tombamento
No ano de 1996 foi iniciado o processo de tombamento da E.E.P.G. Campos Salles, anexado ao processo de tombamento de cento e sessenta e duas escolas do Estado de São Paulo, conduzido pelo Condephaat, ou Conselho de Defesa do Patrimônio Histórico, Arqueológico, Artístico e Turístico de São Paulo. A princípio, o processo foi protestado pela então Secretária da Educação Rose Neubauer da Silva, por conta do elevado risco de desabamento decorrente do incêndio e por dispensar uma reconstrução para fins de retomar a função educativa, tendo em vista que as demandas escolares já haviam sido atendidas por duas escolas próximas, que também faziam parte do Grupo Escolar.

A diretoria técnica do Condephaat realizou uma vistoria no mês de julho do mesmo ano para verificar os danos causados pelo incêndio de 1992 e concluiu que, apesar de danos causados a detalhes decorativos em relevo, que seriam interessantes ao preservamento, o tombamento ainda seria pertinente, pois poderia ser reformado de acordo com imagens antigas do colégio, mantendo assim seu estilo arquitetônico preservado. Um engenheiro também foi chamado para fazer a segunda vistoria, que aconteceu em abril do ano seguinte, e fornecer um laudo alegando que o incêndio não havia comprometido definitivamente o edifício.

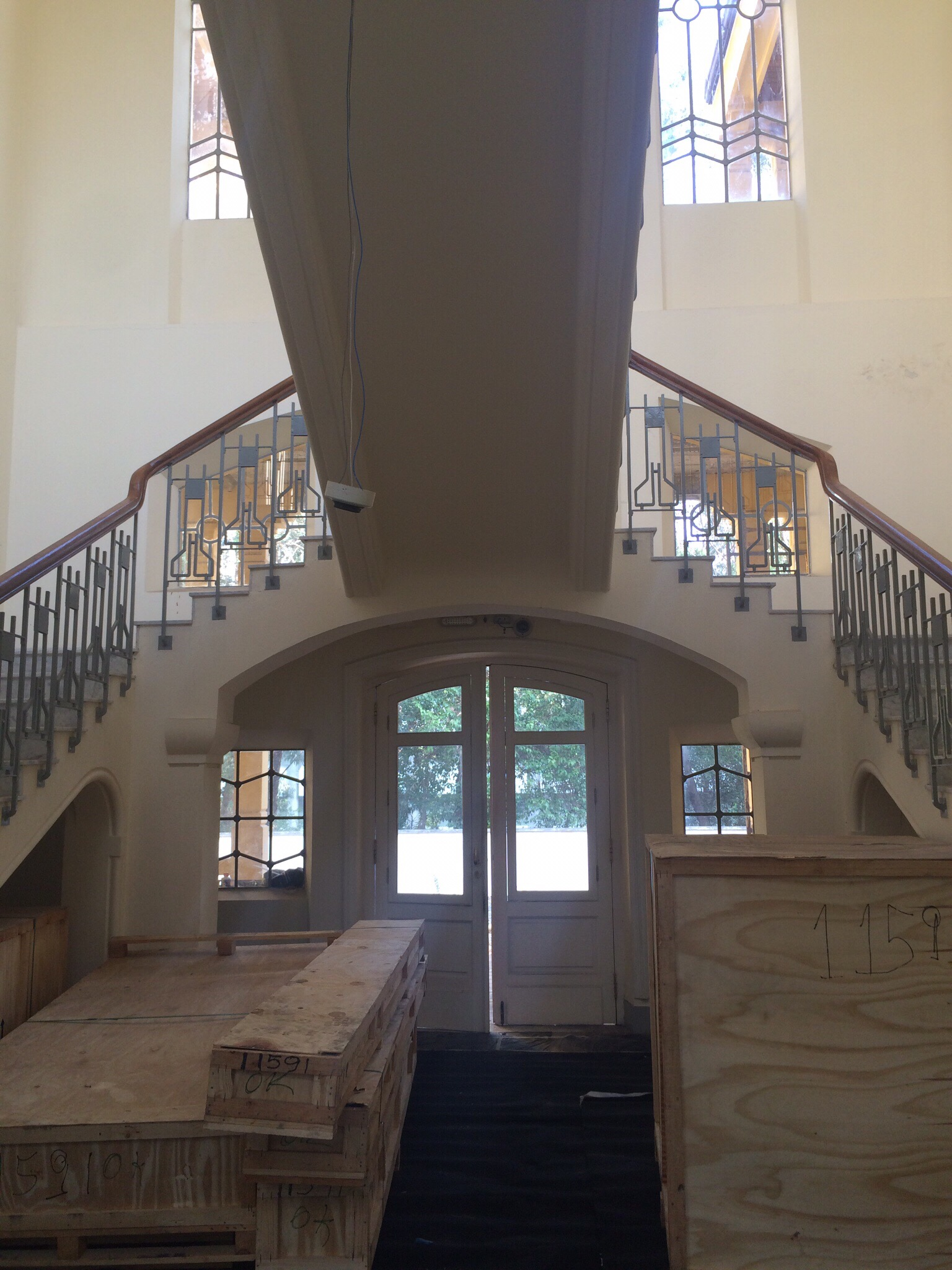
Hall em reforma

No entanto, a Fundação para o Desenvolvimento Escolar, ou FDE, não possuía quaisquer intenções de reforma ou reconstrução do prédio onde funcionava a Campos Salles e havia até uma intenção de demolição por acreditar que a estrutura estava totalmente comprometida após o incêndio. O Condephaat então solicitou uma reunião com a FDE a fim de propor outra solução que não a demolição do prédio, mas não só de restauração, como também de uso, tendo em vista que o prédio não era mais necessário para atividades escolares.
A terceira vistoria foi realizada em outubro do ano de 1998 pela diretoria técnica do Condephaat, após uma imobiliária conseguir a autorização do então governador Mário Covas para a venda do terreno, sob o argumento de que o edifício era irrecuperável. Foi enviada uma carta à Secretaria do Governo contestando a autorização da venda, pois o prédio já estava em estudo de tombamento e que, caso fosse restaurado, faria parte de um grupo de mais cento e sessenta e uma escolas públicas tombadas. Foram usados também argumentos de comparação a outros bens incendiados que foram recuperados e reutilizados, como o Theatro Pedro II de Ribeirão Preto e a antiga Casa Ramos de Azevedo, no próprio bairro da Liberdade.
A Imprensa Oficial também pressionou o Governo do Estado em prol da restauração do prédio, alegando que nada havia sido feito para reparar os danos causados desde o incêndio, acumulando resíduos e grande quantidade de sujeira e que isso deixava cerca de três mil e quinhentos alunos da E.E.P.S.G. Presidente Roosevelt expostos aos estragos e risco de desabamento, além do descontentamento da população local com o descaso por parte das autoridades.
Uma nova carta foi enviada às autoridades pelo próprio presidente do Condephaat, na qual uma outra vistoria foi solicitada para depois da limpeza do local e foi feito um orçamento de um milhão de reais para a recuperação do prédio. Após sofrer as referidas pressões, o Governo do Estado cedeu ao tombamento da E.E.P.G. Campos Salles, bem como sua restauração. O processo de tombamento do prédio teve sua concretização pelo Condephaat em 29 de julho de 2002 e no ano de 2014, o Conselho Municipal de Preservação do Patrimônio Histórico, Cultural e Ambiental da Cidade de São Paulo (CONPRESP) reconheceu o processo também como tombamento municipal. O número do processo é 24929/86 e está disponível para consulta digital.

## Estado Atual
Atualmente, o prédio tombado onde funcionava a E.E.P.G. Campos Salles está passando por uma reforma projetada pelo arquiteto Victor Hugo Mori, especialista na área de restauração de bens de interesse histórico e com o apoio do Governo do Estado de São Paulo, da Prefeitura do Município de São Paulo, do Condephaat e da Lei de Incentivo à Cultura, abrigará o Museu de Arte Moderna Nipo-Brasileira Manabu Mabe, em homenagem ao pintor de mesmo nome, que tinha o sonho de ter um museu para expôr suas obras.

### Museu Manabu Mabe
A reforma na antiga Campos Salles começou no ano de 2008 e dará lugar ao Museu Manabu Mabe, que contará com diversas salas de exposição permanente das obras do pintor japonês Manabu Mabe e de outros artistas nipo-brasileiros, além de exposições temporárias de artistas nacionais e internacionais. Também serão expostas obras de outros artistas de países asiáticos tais quais Tomoo Handa, Tadashi Kaminagai, Yoshiya Takaoka, Flávio Shiró, Tomie Ohtake, Jorge Mori, Tikashi Fukushima e Kazuo Wakabayashi. Além das salas de exposição, a reforma promete um auditório com capacidade para duzentas e cinqauenta pessoas, a fim de receber diversos eventos artísticos como palestras, workshops, congressos e exibição de vídeos, filmes e peças teatrais. O projeto propõe também salas de cursos e oficinas de arte, como cerâmica e aquarela.

## Galeria

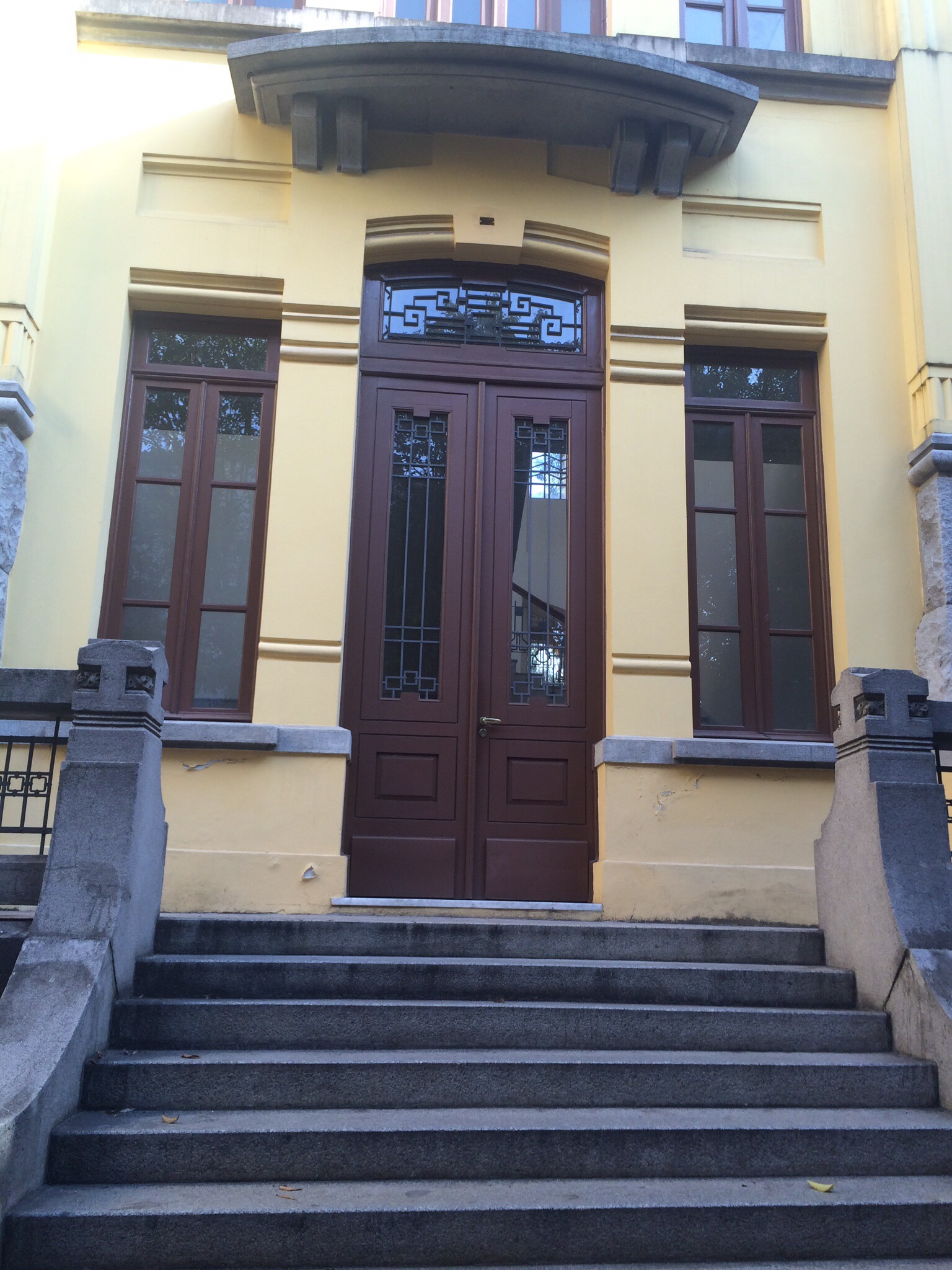
Porta de entrada
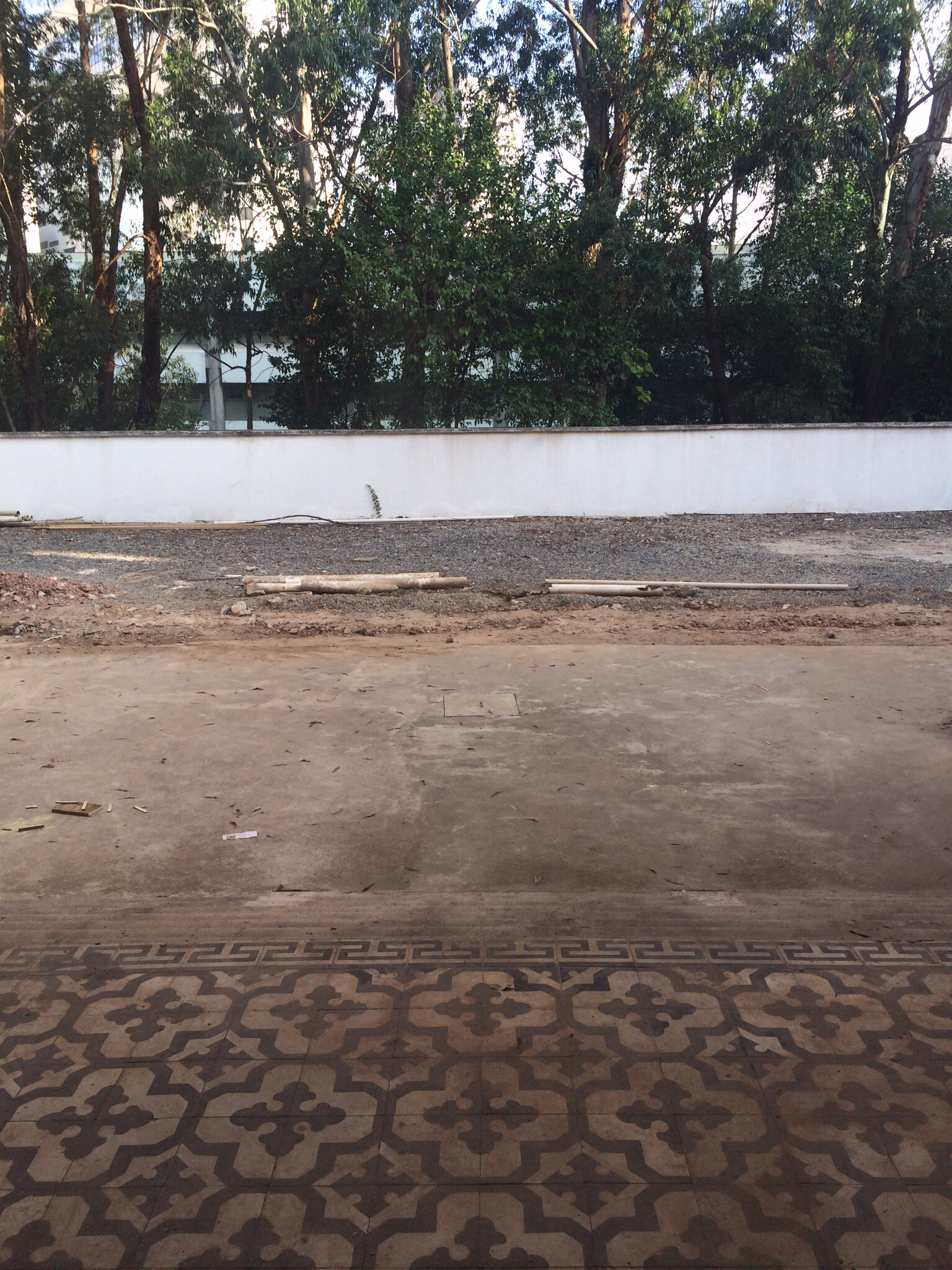
Pátio
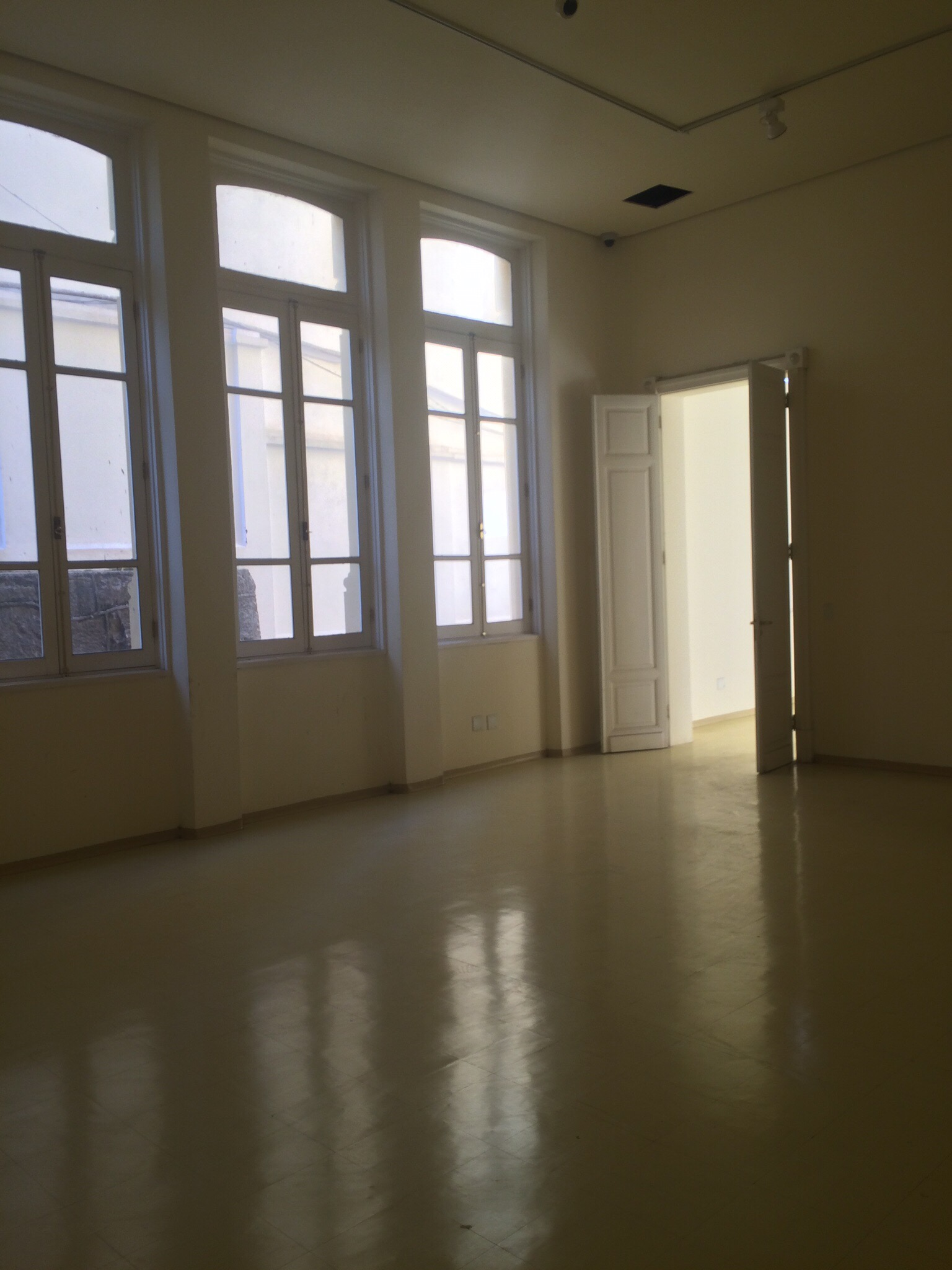
Sala de aula
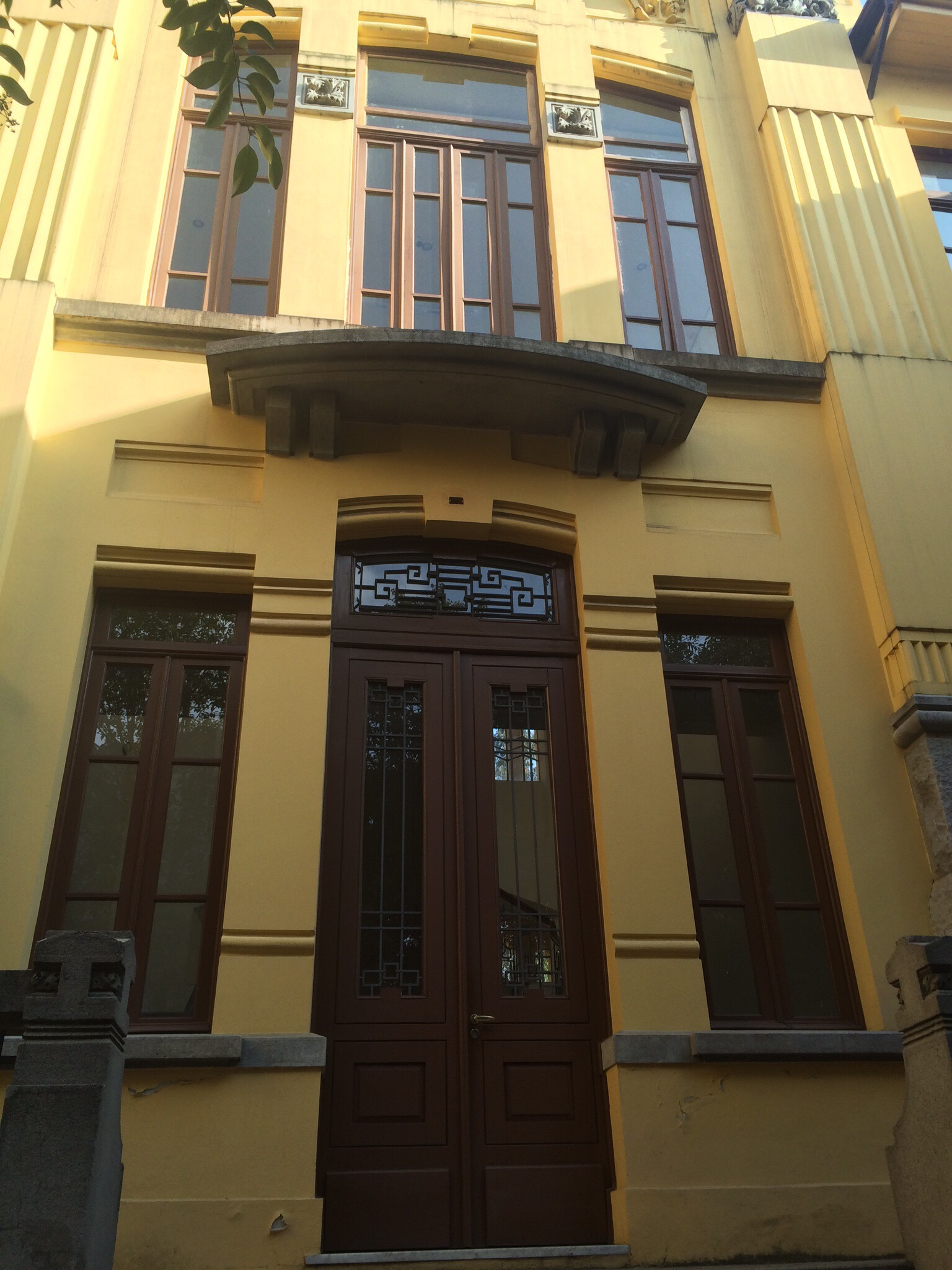
Porta frontal
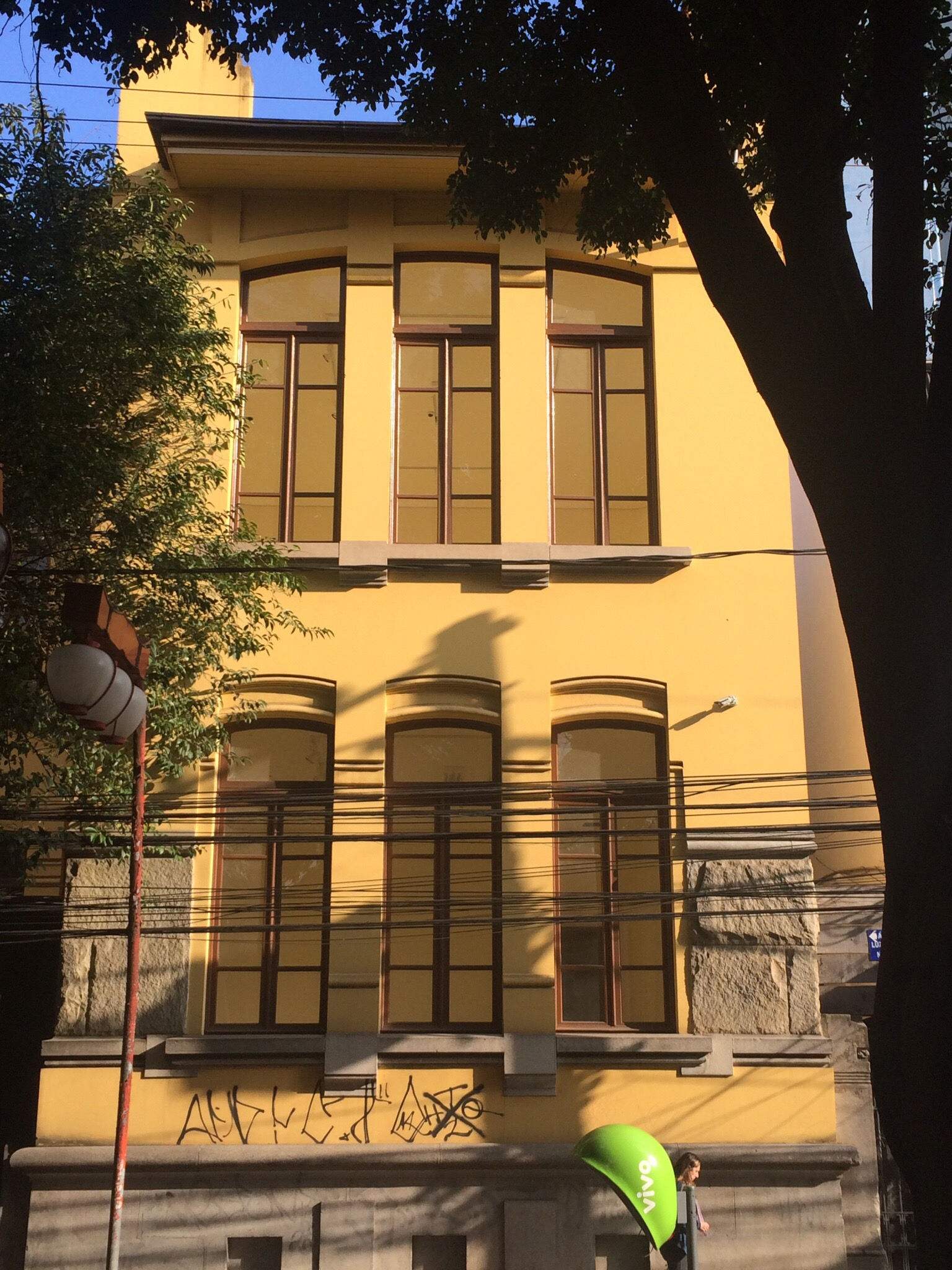
Janela frontal